# Мирненский поселковый совет (Мелитопольский район)
Мирнеский поселковый совет (укр. Мирненська селищна рада) — входит в состав
Мелитопольского района
Запорожской области
Украины.
Административный центр поселкового совета находится в 
пгт Мирное.
Поселковому совету подчинена территория 9.174 кв.км, из которой сам посёлок Мирное занимает 1.02 кв.км.

## История
Мирненский поселковый совет был образован в 1987 году, когда Мирное получило статус посёлка городского типа. При этом село Пивничное, подчинённое существовавшему до этого Мирненскому сельскому совету, 
перешло в состав Терпеньевского сельского совета Мелитопольского района.

## Населённые пункты совета
- пгт Мирное